# Causeries au coin du feu

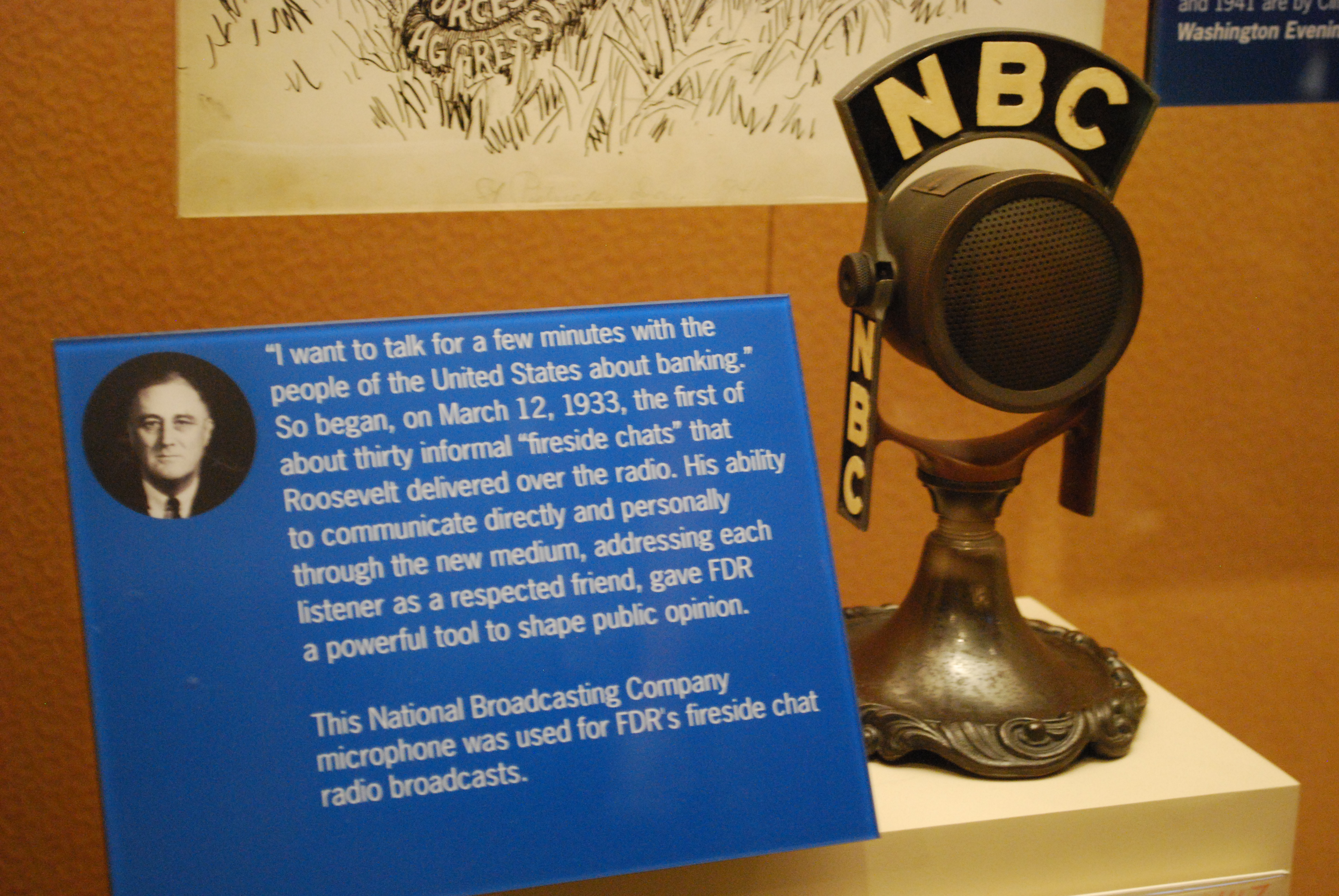
Un des micros utilisés par Roosevelt lors de ses causeries au coin du feu, conservé au National Museum of American History.

Les causeries au coin du feu (en anglais fireside chats) étaient une série de discours radiophoniques prononcés le soir par Franklin D. Roosevelt, le 32e président des États-Unis, entre 1933 et 1944. Roosevelt parlait alors avec familiarité à des millions d’Américains de la reprise après la Grande Dépression, de sa politique du New Deal et du cours de la Seconde Guerre mondiale. À la radio, il a pu étouffer les rumeurs, contrer les journaux dominés par les conservateurs et expliquer sa politique directement au peuple américain. Son ton et son comportement communiquaient au public la confiance en soi pendant les périodes de désespoir et d’incertitude. Roosevelt était considéré comme un communicateur efficace à la radio, un média relativement nouveau à l'époque.

## Galerie

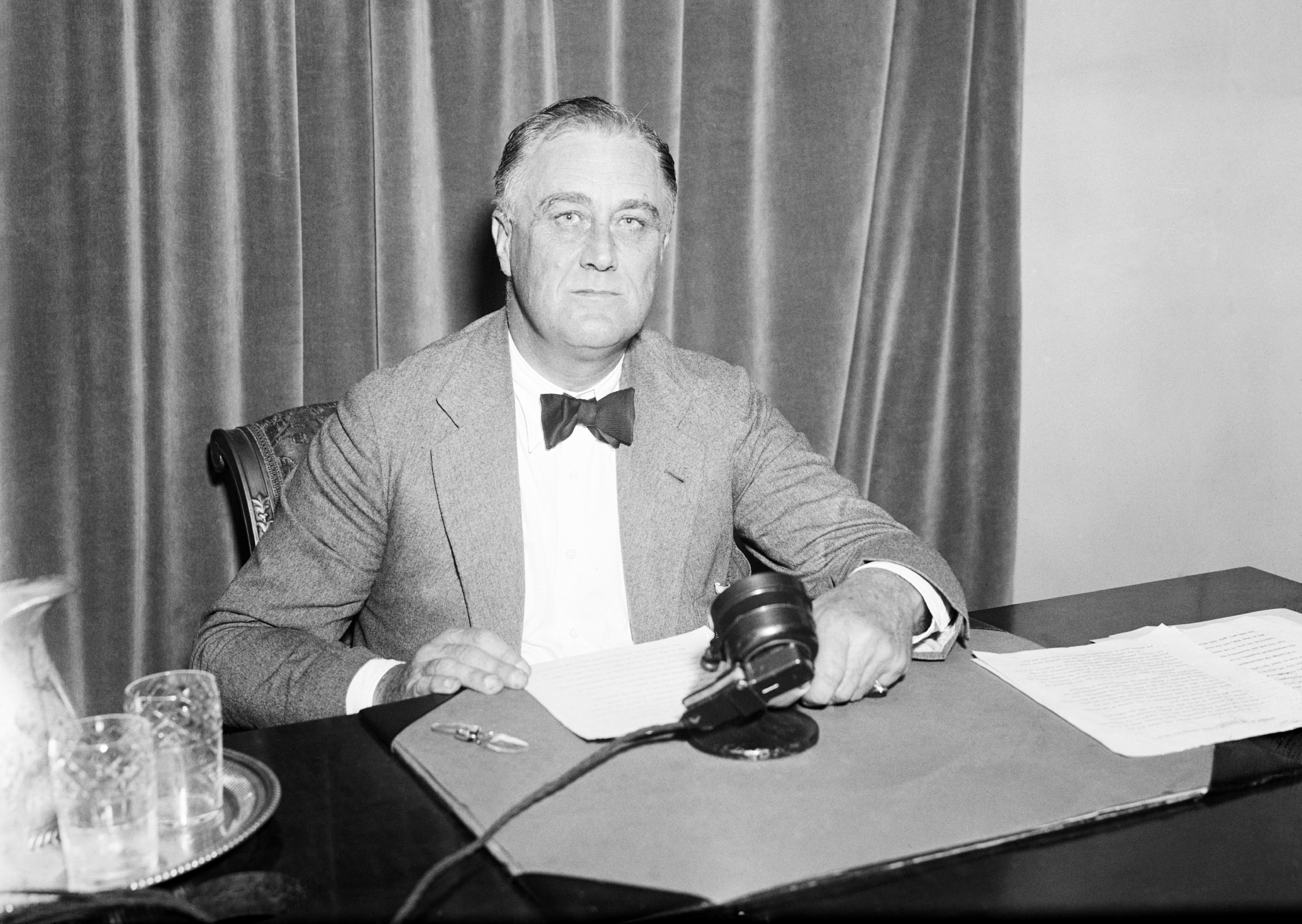
28 juin 1934
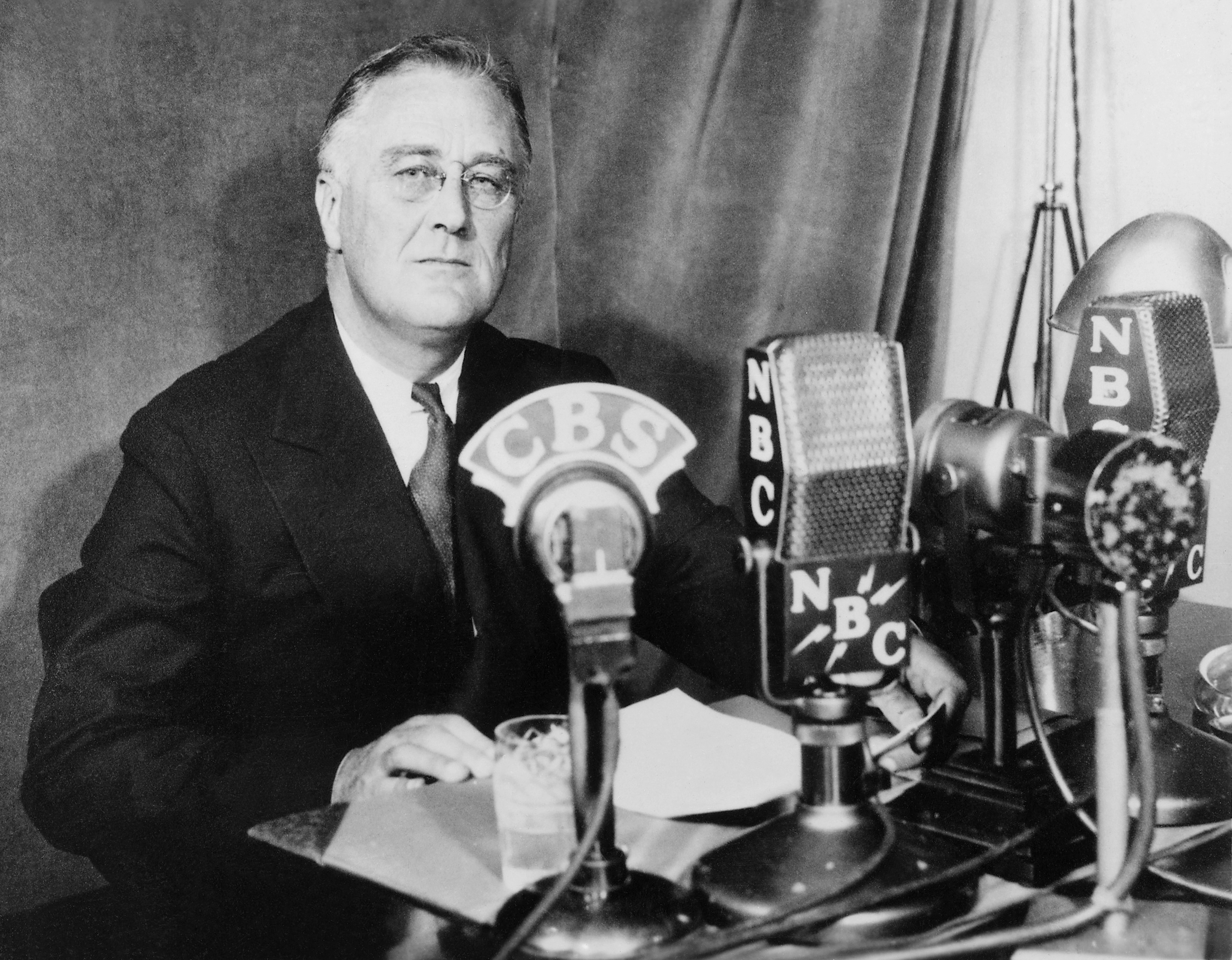
30 septembre 1934
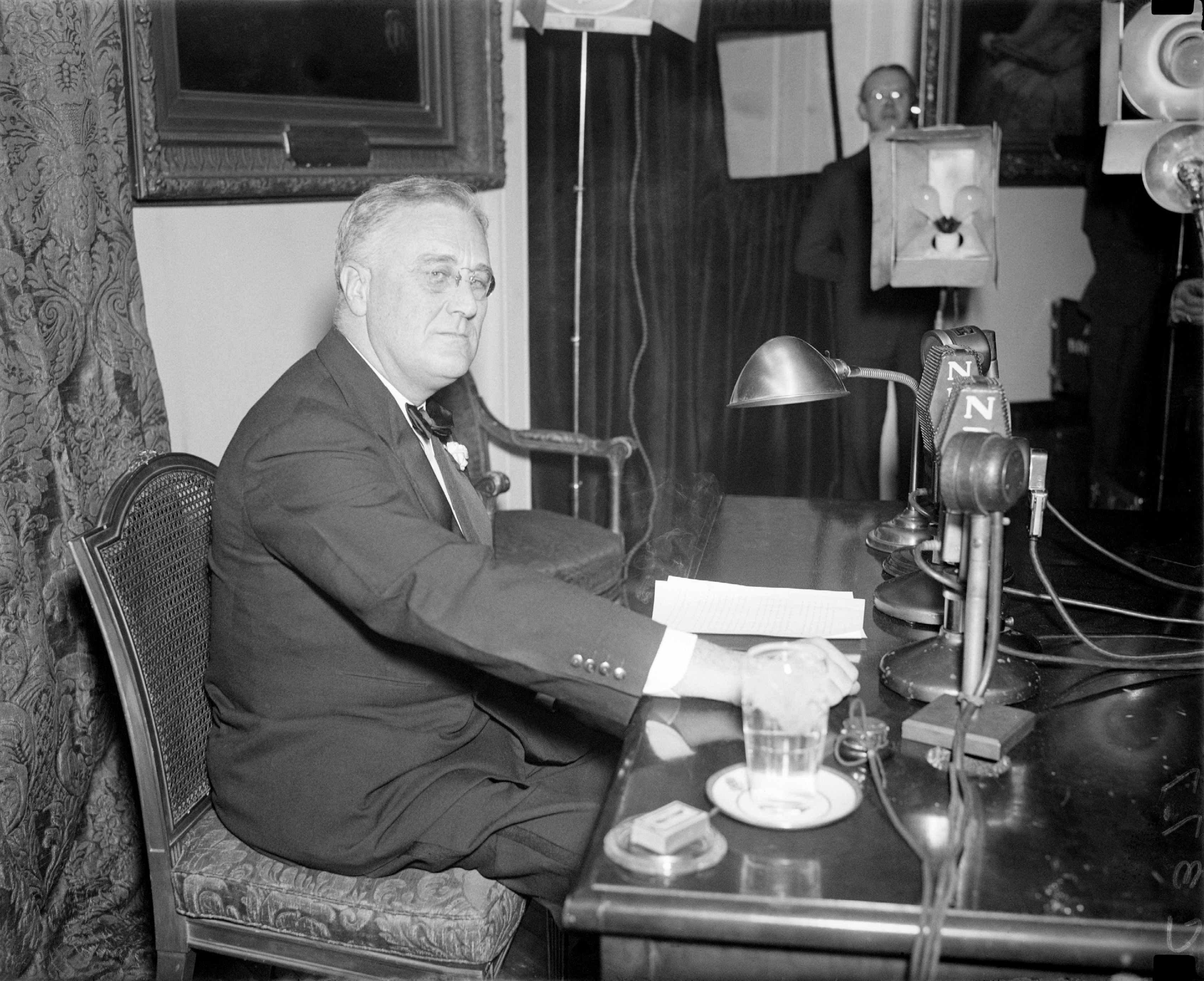
28 avril 1935
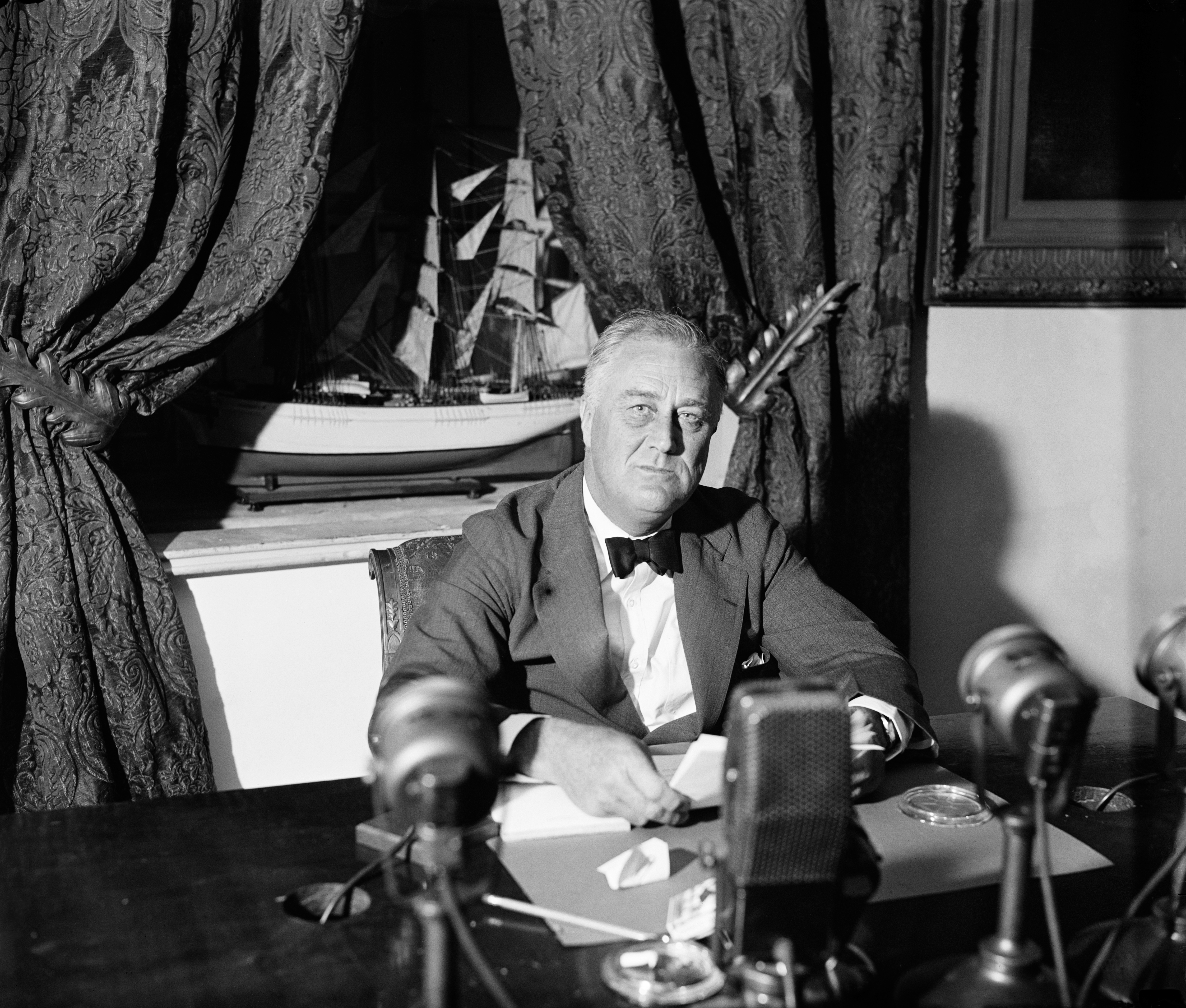
6 septembre 1936
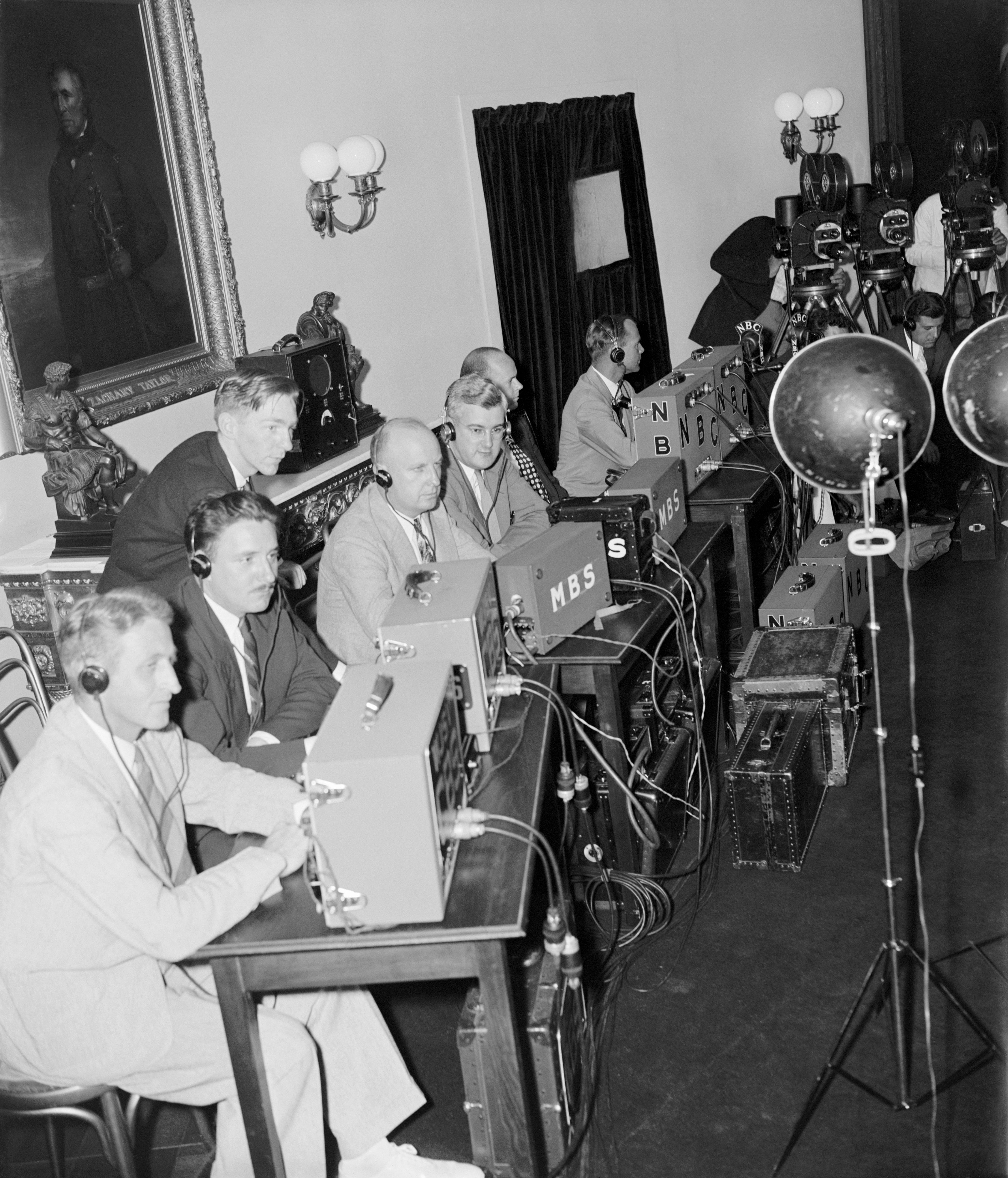
3 septembre 1939
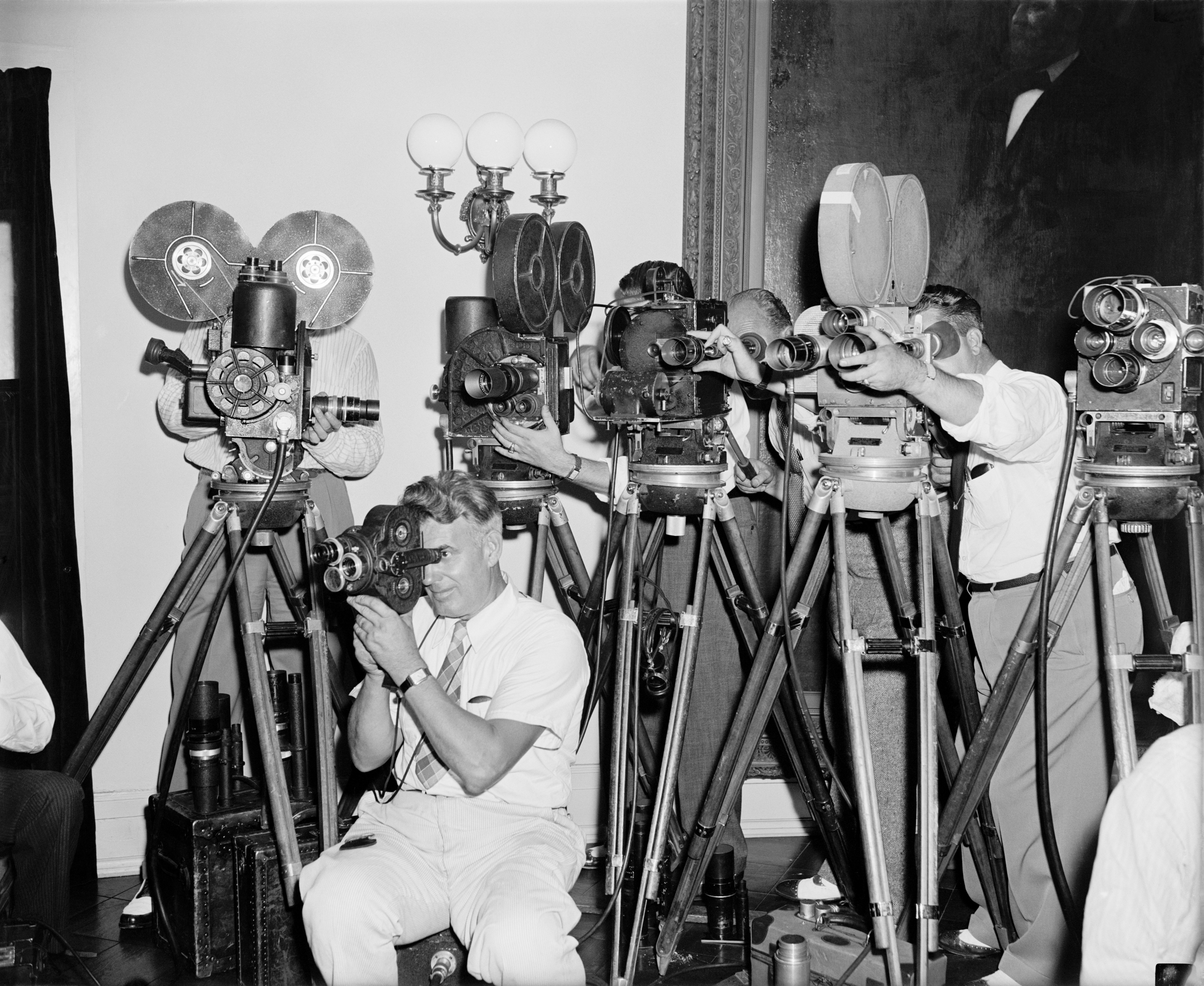
3 septembre 1939
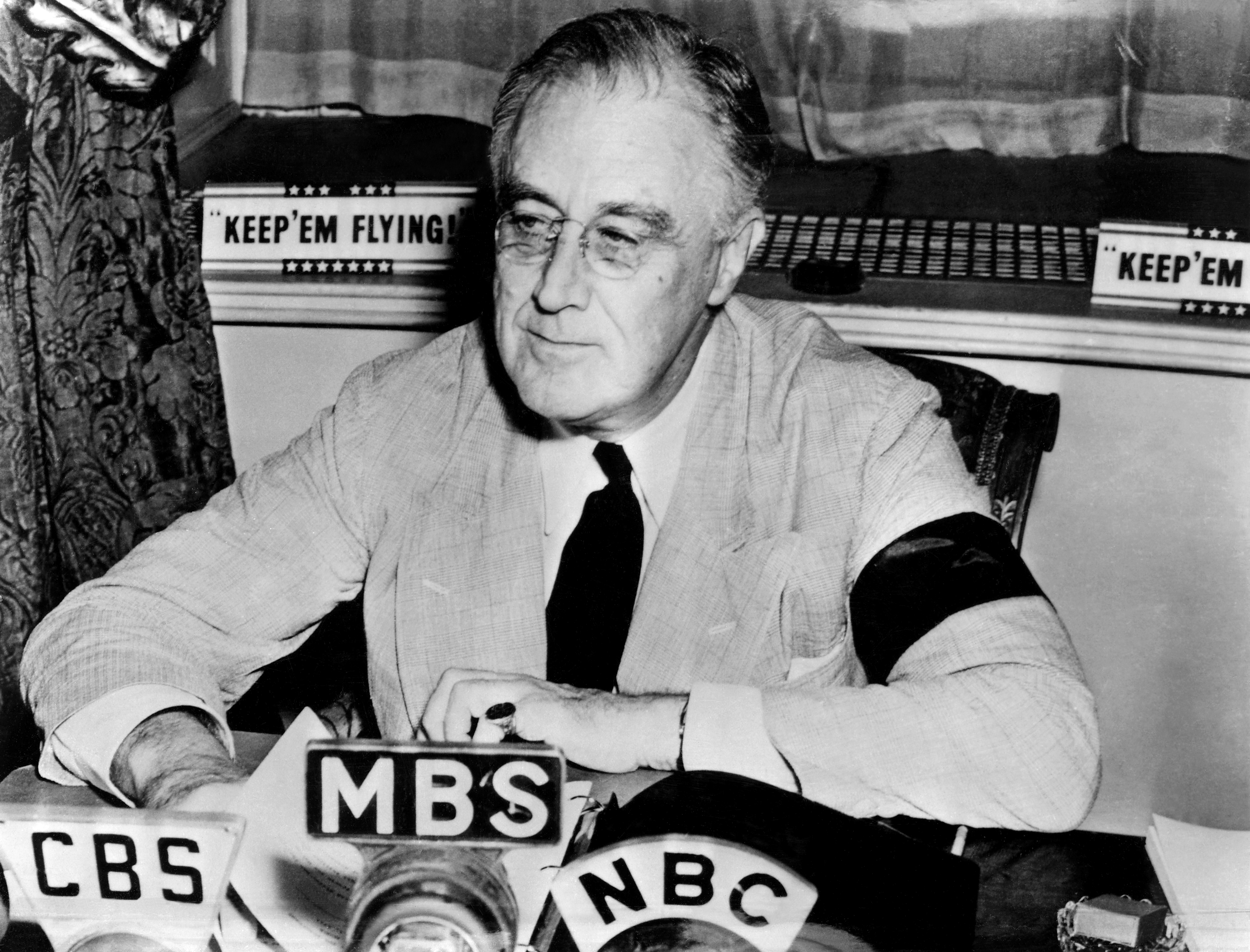
11 septembre 1941
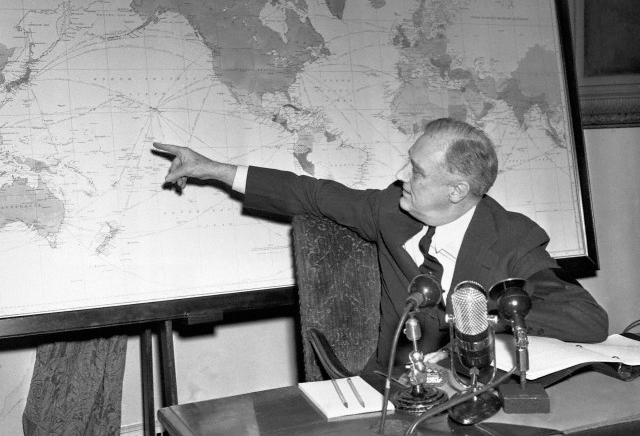
23 février 1942
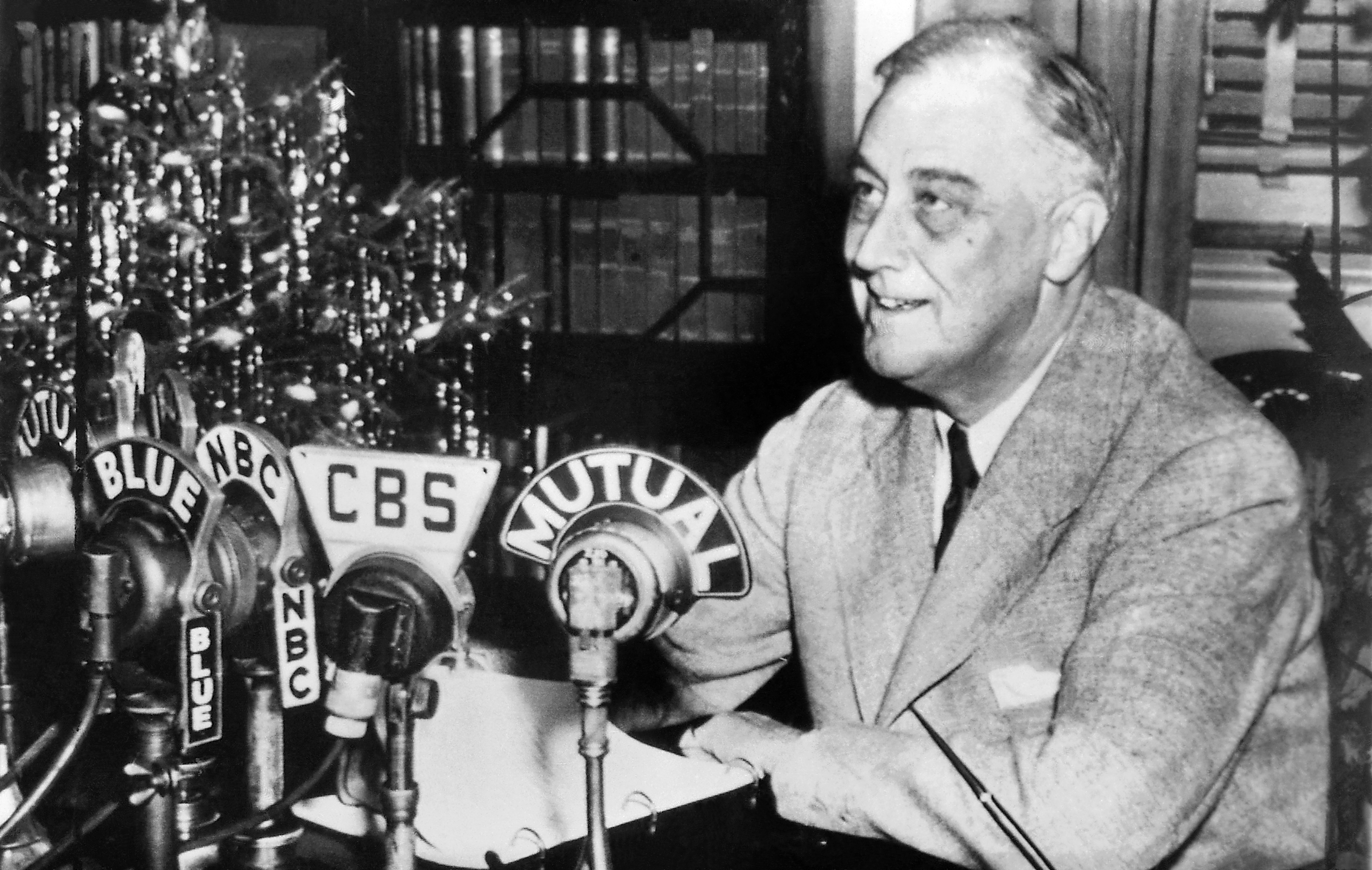
24 décembre 1943
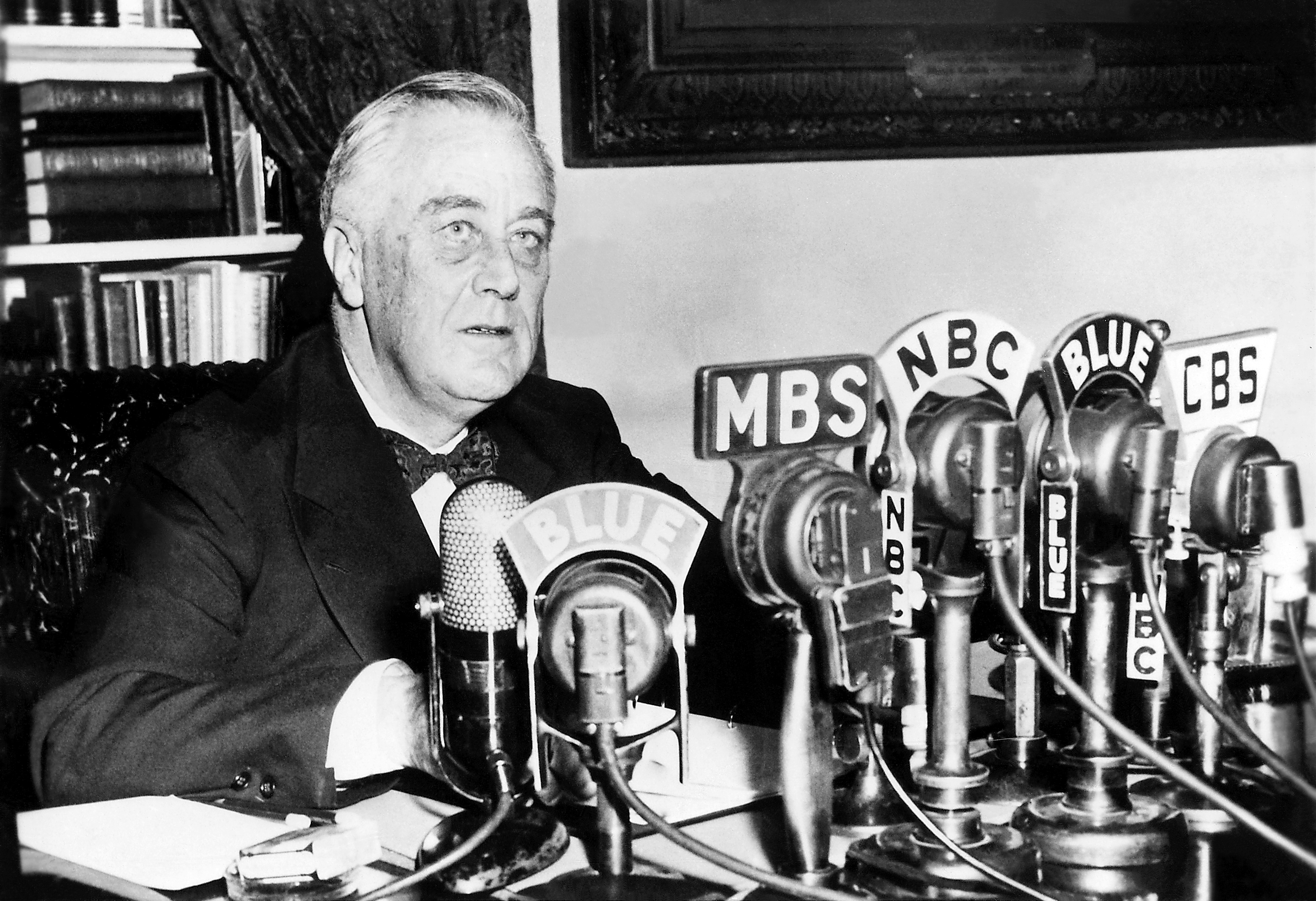
11 janvier 1944